# Список найстаріших жінок

Сара Кнаус за 119 років та 97 днів пережила 7 війн за участю США та 23 адміністрації американських президентів

Ця стаття присвячена найстарішим жінкам-супердовгожителькам, чий вік було перевірено і підтверджено за сучасними стандартами.
- Аналогічна стаття про чоловіків: див. Список найстаріших чоловіків.
- Аналогічна стаття про жінок і чоловіків: див. Список найстаріших людей у світі.
- Стаття по темі в цілому: див. Супердовгожитель.
- Стаття для неверифікованих супердовгожителів: див. Неверифіковані 115-річні довгожителі.
- Стаття для супердовгожителів, які нині живі: див. Список супердовгожителів, які нині живі.
- Інші списки довгожителів: див. Довгожитель.
- Стаття про довгожителів України: див. Довгожителі України.

Список найстаріших жінок включає 100 найстаріших повністю верифікованих жінок у світовій історії, розташованих у порядку зменшення віку в роках і днях.
Оскільки середня тривалість життя жінок в середньому вища за чоловічу, цей список є схожим на список найстаріших людей у світі.
Найстарішою жінкою в історії, чий вік було офіційно підтверджено, є француженка Жанна Кальман (21 лютого 1875 року — 4 серпня 1997 року), яка померла у віці 122 років і 164 днів.
Оскільки всі жінки в цьому списку прожили понад 110 років, всі вони були або ще є супердовгожительками.
У цьому списку є 4 нині живих жінкі. Найстарішою з них є бразильянка Іна Канабарро Лукас (116 років, 290 днів).
У цей список не включені неверифіковані, частково верифіковані, а також ті, які очікують на верифікацію довгожителі. Також у список не внесені випадки Лімбо (випадки, коли останнє підтвердження про те, що довгожитель був живий, було більше року тому, а також раптове зникнення з регулярних списків супердовгожителів, що публікуються владою).
Щоб уникнути помилкових чи непідтверджених даних про довголіття тієї чи іншої жінки, цей список включає тільки тих жінок, чий вік було офіційно підтверджено міжнародними органами, які спеціалізовано займаються вивченням довголіття, такими як Група геронтологічних досліджень та Книга рекордів Гіннеса.

## 100 найстаріших повністю верифікованих жінок
Померли
      Живі
| Nº  | Ім'я                                | Дата народження        | Дата смерті            | Вік станом на 25 березня 2025 року | Країна            |
| --- | ----------------------------------- | ---------------------- | ---------------------- | ---------------------------------- | ----------------- |
| 1   | Жанна Кальман                       | 21 лютого 1875 року    | 4 серпня 1997 року     | 122 роки, 164 дні                  | Франція           |
| 2   | Танака Кане                         | 2 січня 1903 року      | 19 квітня 2022 року    | 119 років, 107 днів                | Японія            |
| 3   | Сара Кнаус                          | 24 вересня 1880 року   | 30 грудня 1999 року    | 119 років, 97 днів                 | США               |
| 4   | Люсіль Рандон                       | 11 лютого 1904         | 17 січня 2023          | 118 років 340 днів                 | Франція           |
| 5   | Тадзіма Набі                        | 4 серпня 1900 року     | 21 квітня 2018 року    | 117 років, 260 днів                | Японія            |
| 6   | Марі-Луїза Мейор                    | 29 червня 1880 року    | 16 квітня 1998 року    | 117 років, 230 днів                | Канада            |
| 7   | Вайолет Браун                       | 10 березня 1900 року   | 15 вересня 2017 року   | 117 років, 189 днів                | Ямайка            |
| 8   | Марія Браньяс Морера                | 4 березня 1907         | 19 серпня 2024         | 117 років, 168 днів                | Іспанія           |
| 9   | Емма Морано                         | 29 листопада 1899 року | 15 квітня 2017 року    | 117 років, 137 днів                | Італія            |
| 10  | Міяко Тійо                          | 2 травня 1901 року     | 22 липня 2018 року     | 117 років, 81 день                 | Японія            |
| 11  | Дельфія Велфорд                     | 9 вересня 1875         | 14 листопада 1992      | 117 років, 66 днів                 | США               |
| 12  | Окава Місао                         | 5 березня 1898 року    | 1 квітня 2015 року     | 117 років, 27 днів                 | Японія            |
| 13  | Франциска Сельса душ Сантуш         | 21 жовтня 1904 року    | 5 жовтня 2021 року     | 116 років, 349 днів                | Бразилія          |
| 14  | Марія Каповілья                     | 14 вересня 1889 року   | 27 червня 2006 року    | 116 років, 347 днів                | Еквадор           |
| 15  | Сюзанна Мушатт Джонс                | 6 липня 1899 року      | 12 травня 2016 року    | 116 років, 311 днів                | США               |
| 16  | Ґертруда Вівер                      | 4 липня 1898 року      | 6 квітня 2015 року     | 116 років, 276 днів                | США               |
| 17  | Іна Канабарро Лукас                 | 8 червня 1908          | Жива                   | 116 років, 290 днів                | Бразилія          |
| 18  | Фуса Тацумі                         | 25 квітня 1907         | 12 грудня 2023         | 116 років, 231 день                | Японія            |
| 19  | Антонія да Санта Круз               | 13 червня 1905 року    | 23 січня 2022 року     | 116 років 224 дні                  | Бразилія          |
| 20  | Томіко Ітоока                       | 23 травня 1908         | 29 грудня 2024         | 116 років 220 днів                 | Японія            |
| 21  | Ікаї Тане                           | 18 січня 1879 року     | 12 липня 1995 року     | 116 років, 175 днів                | Японія            |
| 22  | Жанна Бот                           | 14 січня 1905 року     | 22 травня 2021 року    | 116 років, 128 днів                | Франція           |
| 23  | Елізабет Болден                     | 15 червня 1890 року    | 11 грудня 2006 року    | 116 років, 118 днів                | США               |
| 24  | Бессі Купер                         | 26 серпня 1896 року    | 4 грудня 2012 року     | 116 років, 100 днів                | США               |
| 25  | Марія-Джузеппа Робуччі-Нарджизо     | 20 березня 1903 року   | 18 червня 2019 року    | 116 років, 90 днів                 | Італія            |
| 26  | Текля Юневич                        | 10 червня 1906         | 19 серпня 2022         | 116 років, 70 днів                 | Польща            |
| 27  | Ана Марія Вела Рубіо                | 29 жовтня 1901 року    | 15 грудня 2017 року    | 116 років, 47 днів                 | Іспанія           |
| 28  | Джузеппіна Проєтто-Фрау             | 30 травня 1902 року    | 6 липня 2018 року      | 116 років, 37 днів                 | Італія            |
| 29  | Джераліен Теллі                     | 23 травня 1899 року    | 17 червня 2015 року    | 116 років, 25 днів                 | США               |
| 30  | Едді Чекареллі                      | 5 лютого 1908          | 22 лютого 2024         | 116 років, 17 днів                 | США               |
| 31  | Накаті Сіґейо                       | 1 лютого 1905 року     | 11 січня 2021 року     | 115 років, 345 днів                | Японія            |
| 32  | Меґґі Барнс                         | 6 березня 1882 року    | 19 січня 1998 року     | 115 років, 319 днів                | США               |
| 33  | Діна Манфредіні                     | 4 квітня 1897 року     | 17 грудня 2012 року    | 115 років, 257 днів                | США               |
| 34  | Акіяма Сімое                        | 19 травня 1903 року    | 29 січня 2019 року     | 115 років, 255 днів                | Японія            |
| 35  | Гестер Форд                         | 15 серпня 1905 року    | 17 квітня 2021 року    | 115 років, 245 днів                | США               |
| 36  | Шарлотта Г'юз                       | 1 серпня 1877 року     | 17 березня 1993 року   | 115 років, 228 днів                | Велика Британія   |
| 37  | Една Паркер                         | 20 квітня 1893 року    | 26 листопада 2008 року | 115 років, 220 днів                | США               |
| 38  | Мері Енн Роудз                      | 12 червня 1882 року    | 3 березня 1998 року    | 115 років, 203 дні                 | Канада            |
| 39  | Анонімна супердовгожителька з Токіо | 15 березня 1900 року   | 27 вересня 2015 року   | 115 років, 196 днів                | Японія            |
| 40  | Марґарет Скіт                       | 27 жовтня 1878 року    | 7 травня 1994 року     | 115 років, 192 дні                 | США               |
| 41  | Етель Катерхем                      | 21 серпня 1909         | Жива                   | 115 років, 216 днів                | Велика Британія   |
| 42  | Берніс Мадіґан                      | 24 липня 1899 року     | 3 січня 2015 року      | 115 років, 163 дні                 | США               |
| 43  | Ґертруда Бейнс                      | 6 квітня 1894 року     | 11 вересня 2009 року   | 115 років, 158 днів                | США               |
| 44  | Окагі Хаясі                         | 2 вересня 1909         | Жива                   | 115 років, 204 дні                 | Японія            |
| 45  | Бетті Вілсон                        | 13 вересня 1890 року   | 13 лютого 2006 року    | 115 років, 153 дні                 | США               |
| 46  | Мацусіта Сін                        | 30 березня 1904 року   | 28 серпня 2019 року    | 115 років, 150 днів                | Японія            |
| 47  | Айріс Вестман                       | 28 серпня 1905 року    | 3 січня 2021 року      | 115 років, 128 днів                | США               |
| 48  | Жюлі Віннефред Бертран              | 16 вересня 1891 року   | 18 січня 2007 року     | 115 років, 124 дні                 | Канада            |
| 49  | Марія де Жезуш душ Сантуш           | 10 вересня 1893 року   | 2 січня 2009 року      | 115 років, 114 днів                | Португалія        |
| 50  | Марі-Джозефін Ґодет                 | 25 березня 1902 року   | 13 липня 2017 року     | 115 років, 110 днів                | Італія            |
| 51  | Сьюзі Ґібсон                        | 31 жовтня 1890 року    | 16 лютого 2006 року    | 115 років, 108 днів                | США               |
| 51  | Тельма Саткліфф                     | 1 жовтня 1906 року     | 17 січня 2022 року     | 115 років 108 днів                 | США               |
| 53  | Една Керн                           | 14 жовтня 1900         | 20 січня 2016          | 115 років 98 днів                  | США               |
| 54  | Елізабет Френсіс                    | 25 липня 1909          | 22 жовтня 2024         | 115 років, 89 днів                 | США               |
| 55  | Касільда Бенеґас-Ґаллеґо            | 8 квітня 1907          | 28 червня 2022         | 115 років, 81 день                 | Аргентина         |
| 56  | Авґуста Луїза Гольц                 | 3 серпня 1871 року     | 21 жовтня 1986 року    | 115 років, 79 днів                 | США               |
| 57  | Валентін Ліньї                      | 22 жовтня 1906 року    | 4 січня 2022 року      | 115 років, 74 дні                  | Франція           |
| 58  | Гендрикьо ван Андел-Сгіппер         | 29 червня 1890 року    | 30 серпня 2005 року    | 115 років, 62 дні                  | Нідерланди        |
| 59  | Бессі Гендрікс                      | 7 листопада 1907       | 3 січня 2023           | 115 років, 57 днів                 | США               |
| 60  | Мод Ферріз-Луз                      | 21 січня 1887 року     | 18 березня 2002 року   | 115 років, 56 днів                 | США               |
| 61  | Кітаґава Міна                       | 3 листопада 1905 року  | 19 грудня 2020 року    | 115 років, 46 днів                 | Японія            |
| 62  | Марі Бремон                         | 25 квітня 1886 року    | 6 червня 2001 року     | 115 років, 42 дні                  | Франція           |
| 63  | Йоші Оцунарі                        | 17 грудня 1906 року    | 26 січня 2022 року     | 115 років 40 днів                  | Японія            |
| 64  | Окубо Кото                          | 24 грудня 1897 року    | 12 січня 2013 року     | 115 років, 19 днів                 | Японія            |
| 65  | Антонія Герена Рівера               | 19 травня 1900 року    | 2 червня 2015 року     | 115 років, 14 днів                 | США               |
| 66  | Хасеґава Тійоно                     | 20 листопада 1896 року | 2 грудня 2011 року     | 115 років, 12 днів                 | Японія            |
| 67  | Енні Дженнінґз                      | 12 листопада 1884 року | 20 листопада 1999 року | 115 років, 8 днів                  | Велика Британія   |
| 68  | Анонімна супердовгожителька з Хіого | 29 квітня 1907         | 30 квітня 2022         | 115 років, 1 день                  | Японія            |
| 69  | Єва Морріс                          | 8 листопада 1885 року  | 2 листопада 2000 року  | 114 років, 360 днів                | Велика Британія   |
| 70  | Тінен Кама                          | 10 травня 1895 року    | 2 травня 2010 року     | 114 років, 357 днів                | Японія            |
| 71  | Софія Рохас                         | 13 серпня 1907         | 30 липня 2022          | 114 років, 351 день                | Колумбія          |
| 72  | Марія Ґомес Валентім                | 9 липня 1896 року      | 21 червня 2011 року    | 114 років, 347 днів                | Бразилія          |
| 73  | Мері Бідвел                         | 19 травня 1881 року    | 25 квітня 1996 року    | 114 років, 342 дні                 | США               |
| 74  | Гейзел Пламмер                      | 19 червня 1908         | 25 травня 2023         | 114 років, 340 днів                | США               |
| 75  | Офелія Беркс                        | 25 жовтня 1903         | 25 вересня 2018        | 114 років, 337 днів                | США               |
| 76  | Фуруя Кахору                        | 18 лютого 1908         | 25 грудня 2022         | 114 років, 310 днів                | Японія            |
| 77  | Мері Джозефін Рей                   | 17 травня 1895 року    | 7 березня 2010 року    | 114 років, 294 дні                 | США               |
| 78  | Ґолді Стайнберґ                     | 30 жовтня 1900 року    | 16 серпня 2015 року    | 114 років, 290 днів                | США               |
| 79  | Ісіґуро Кійоко                      | 4 березня 1901 року    | 5 грудня 2015 року     | 114 років, 276 днів                | Японія            |
| 80  | Марія ду Коуто Майя-Лопес           | 24 жовтня 1890 року    | 25 липня 2005 року     | 114 років, 274 дні                 | Португалія        |
| 80  | Едоксі Бабуль                       | 1 жовтня 1901 року     | 1 липня 2016 року      | 114 років, 274 дні                 | Французька Гвіана |
| 82  | Рамона Тринідад Іґлесіас-Хордан     | 31 серпня 1889 року    | 29 травня 2004 року    | 114 років, 272 дні                 | Пуерто-Рико       |
| 83  | Хіно Юкі                            | 17 квітня 1902 року    | 13 січня 2017 року     | 114 років, 271 день                | Японія            |
| 84  | Шарлотта Кречман                    | 3 грудня 1909          | 27 серпня 2024         | 114 років, 268 днів                | Німеччина         |
| 85  | Делфін Ґібсон                       | 17 серпня 1903 року    | 9 травня 2018 року     | 114 років, 265 днів                | США               |
| 86  | Анн Ежені Бланшар                   | 16 лютого 1896 року    | 4 листопада 2010 року  | 114 років, 261 день                | Франція           |
| 87  | Марі-Роуз Тесьє                     | 10 травня 1910         | Жива                   | 114 років, 308 днів                | Франція           |
| 88  | Мері Роустер                        | 15 квітня 1875         | 28 грудня 1989         | 114 років, 257 днів                | США               |
| 89  | Венере Піццінато-Папо               | 23 листопада 1896 року | 2 серпня 2011 року     | 114 років, 252 дні                 | Італія            |
| 90  | Нева Морріс                         | 3 серпня 1895 року     | 6 квітня 2010 року     | 114 років, 246 днів                | США               |
| 91  | Охіра Хіде                          | 15 вересня 1880 року   | 9 травня 1995 року     | 114 років, 236 днів                | Японія            |
| 92  | Бланш Кобб                          | 8 вересня 1900 року    | 1 травня 2015 року     | 114 років, 235 днів                | США               |
| 93  | Етель Ланґ                          | 27 травня 1900 року    | 15 січня 2015 року     | 114 років, 233 дні                 | Велика Британія   |
| 94  | Міла Мангольд                       | 14 листопада 1907      | 2 липня 2022           | 114 років, 230 днів                | США               |
| 95  | Маса Мацумото                       | 29 листопада 1909      | 9 липня 2024           | 114 років, 223 дні                 | Японія            |
| 96  | Мінаґава Йоне                       | 4 січня 1893 року      | 13 серпня 2007 року    | 114 років, 221 день                | Японія            |
| 97  | Марія Антонія Кастро                | 10 червня 1881 року    | 16 січня 1996 року     | 114 років, 220 днів                | Іспанія           |
| 98  | Кері Лейзенбі                       | 9 лютого 1882 року     | 14 вересня 1996 року   | 114 років, 218 днів                | США               |
| 98  | Кояма Ура                           | 30 серпня 1890 року    | 5 квітня 2005 року     | 114 років, 218 днів                | Японія            |
| 100 | Мертл Дорсі                         | 22 листопада 1885 року | 25 червня 2000 року    | 114 років, 216 днів                | США               |